# Gąbczasta encefalopatia bydła

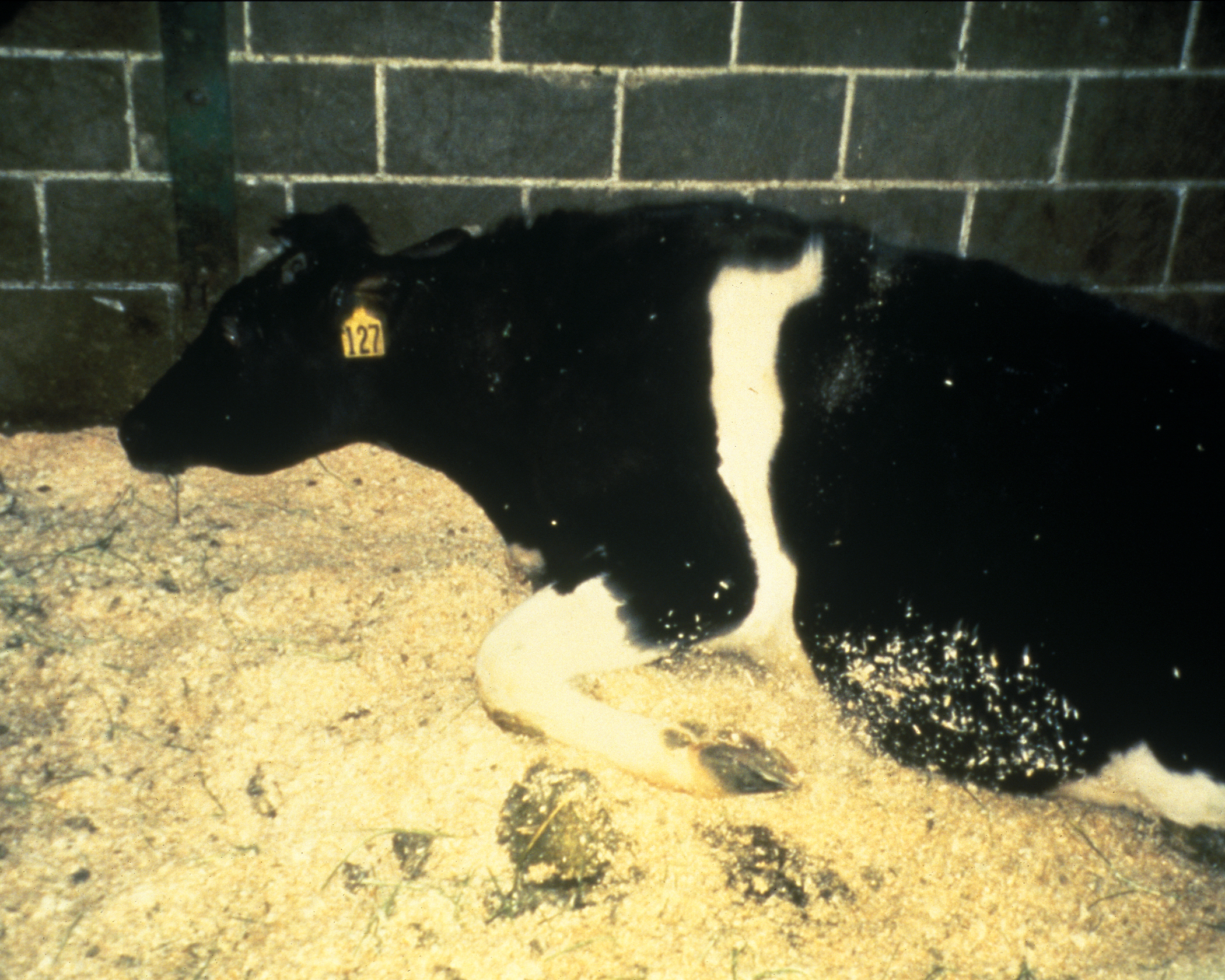
Klasyczny obraz krowy chorej na BSE. Zwierzę nie jest w stanie wstać.
Źródło: APHIS

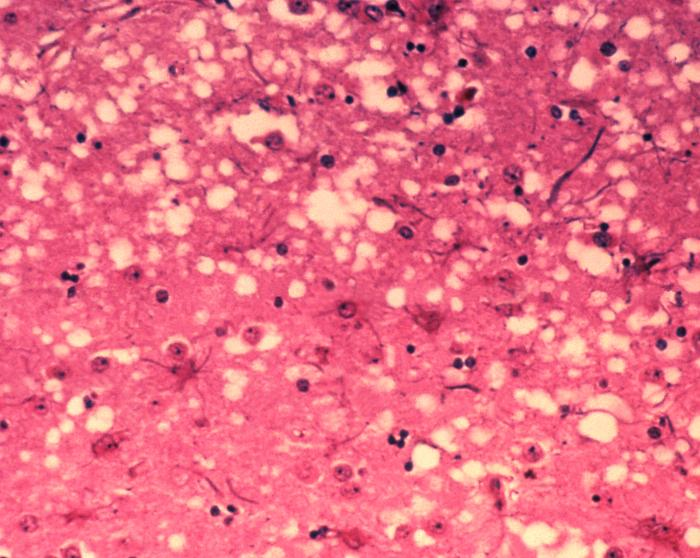
Mikrofotografia tkanki mózgowej ujawniająca zmiany cytoarchitektoniczne w gąbczastej encefalopatii bydła. Obecność wakuol (dziur) w istocie szarej daje gąbczasty wygląd tkanki.

Gąbczasta encefalopatia bydła (ang. Bovine Spongiform Encephalopathy, BSE), potocznie zwana chorobą szalonych krów, lub mylnie chorobą wściekłych krów – choroba zakaźna wywoływana przez białkowe czynniki zakaźne – priony. BSE należy do grupy chorób pasażowalnych encefalopatii gąbczastych i jest uznawana za niebezpieczną zoonozę mogącą wywołać u ludzi  wariant (vCJD) choroby Creutzfeldta-Jakoba. Jest chorobą zwalczaną z urzędu (znajduje się również w załączniku 2 ustawy o ochronie zdrowia zwierząt i zwalczaniu chorób zakaźnych na pozycji 21. jako „przenośne gąbczaste encefalopatie przeżuwaczy – Transmissible spongiform encephalopathies of ruminants – TSE”)
Chorobę stwierdzono po raz pierwszy w roku 1986 w Wielkiej Brytanii.
Na początku lat 90. XX w. na terenie Europy Zachodniej wybuchła epidemia BSE. Dla jej zlikwidowania masowo wybijano stada bydła.
Do Polski gąbczasta encefalopatia bydła dotarła na początku XXI wieku, ale nie nosiła znamion epidemii. Stwierdzono kilkadziesiąt przypadków tej choroby.

## Etiologia
Przyczyna choroby nie jest do końca poznana. Jedną z teorii, próbujących wyjaśnić naturę BSE, jest teoria Stanleya Prusinera, wg której chorobę wywołują priony, które zostały zidentyfikowane i odkryte w 1981 roku.

## Objawy
Okres inkubacji jest długi i może wynosić nawet kilka (2-8) lat. Objawy nasilają się powoli i zawsze prowadzą do śmierci zwierzęcia. Objawy choroby są mało wyraźne, niektóre zwierzęta mogą wykazywać: przyspieszony oddech, wrażliwość na hałas, strach i agresję, zgrzytanie zębami, oblizywanie się i świąd skóry.

## Diagnostyka
Rozpoznawanie na podstawie objawów jest bardzo trudne. Obecnie brak testów przyżyciowych.
Centralnym laboratorium diagnozującym tę chorobę w Polsce, mającym akredytację Unii Europejskiej, jest Państwowy Instytut Weterynaryjny w Puławach. Badania  wykonywane są również w niektórych Zakładach Higieny Weterynaryjnej. Materiał do badania jest pobierany z pnia mózgu padłych bądź poddanych ubojowi przeżuwaczy. Do roku 2018 obowiązkowi badania podległo padłe lub zabite bydło powyżej 108 miesiąca życia. 27.06.2017 roku na sesji generalnej Światowej Organizacji ds. Zdrowia Zwierząt, Polska uzyskała najwyższy możliwy status kraju o znikomym ryzyku wystąpienia BSE u bydła. Od stycznia 2018 roku nie wykonuje się rutynowych badań u bydła poddanego ubojowi, a jedynie bada się  bydło starsze niż 48 miesięcy z grupy ryzyka (np. zwierzęta padłe, poddane ubojowi z konieczności, wykazujące nietypowe objawy w trakcie badania przedubojowego, w tym zwierzęta, które doznały urazów w trakcie transportu lub w rzeźni, lub zostały zabite w ramach zwalczania choroby zakaźnej zwierząt, zwierzęta ze stad, w których stwierdzono stosowanie przetworzonego białka zwierzęcego w żywieniu).
Wciąż wykonuje się analogiczne badanie u owiec i kóz w kierunku trzęsawki.
Osoby przebywające w okresie od 01.01.1980 r. do 31.12.1996 r. łącznie przez 6 miesięcy lub dłużej w Wielkiej Brytanii, Francji, Irlandii są wykluczone z możliwości oddawania krwi właśnie z powodu ryzyka infekcji prionami.